# Dokonjō Gaeru
Dokonjō Gaeru (jap.: ど根性ガエル), auch bekannt als The Gutsy Frog,  ist eine japanische Manga-Serie von Yasumi Yoshizawa, die zwischen 1970 und 1976 veröffentlicht wurde. Sie wurde zweimal als Animeserie sowie als Film und Dorama adaptiert.

## Inhalt
Während der Frosch Pyonkichi in Nerima auf einem leeren Grundstück herumhüpft, stolpert der Mittelschüler Hiroshi über einen Felsen und zerquetscht ihn. Pyonkichi wird jedoch als Abdruck auf der Vorderseite von Hiroshis Hemd wiedergeboren. Von nun an gibt der Frosch dem unbändigen Schüler Ratschläge und Kommentare zu seinem Leben.

## Veröffentlichung
Der Manga erschien von 1970 bis 1976 im Magazin Shōnen Jump beim Verlag Shūeisha. Dieser brachte die Kapitel auch gesammelt in 27 Bänden heraus.

## Verfilmungen
Die erste Adaption war eine Anime-Serie, die von TMS Entertainment produziert wurde. Regie führten Eiji Okabe und Tadao Nagahama. Die künstlerische Leitung lag bei Shichirō Kobayashi und für die Kameraführung war Tatsumasa Shimizu verantwortlich. Für den Schnitt war Kazuo Inoue zuständig. Die insgesamt 103 je 25 Minuten langen Folgen wurden ab dem 7. Oktober 1972 von TBS ausgestrahlt. Die letzte Folge wurde am 28. September 1974 gezeigt. Der Anime wurde auf Spanisch in Lateinamerika und Spanien im Fernsehen gezeigt sowie auf Arabisch und Englisch ausgestrahlt.
1981 erschien eine zweite Anime-Serie mit 30 Folgen unter dem Titel Shin Dokonjō Gaeru. Sie entstand beim gleichen Studio, nun unter der Regie von Tsutomu Shibayama. Die künstlerische Leitung lag bei Toshiharu Mizutani und die Animationsarbeiten leitete Osamu Kobayashi. Für die Kameraführung war Hirokata Takahashi verantwortlich und die Produzenten waren Seiji Takahashi und Shunzō Katō. Die 25 Minuten langen Folgen wurden vom 7. September 1981 bis 22. März 1982 von Nippon TV ausgestrahlt. Am 20. März 1982 kam der Film Shin Dokonjō Gaeru: Dokonjō Yumemakura in die japanischen Kinos – ein 40 Minuten langer Zusammenschnitt mehrerer Folgen der Fernsehserie.
Vom 11. Juli bis 19. September 2015 lief bei Nippon TV ein zehnteiliges Dorama zu Dokonjō.

### Synchronsprecher
| Rolle           | Japanische Sprecher (1972) (Seiyū)                             | Japanische Sprecher (1981) |
| --------------- | -------------------------------------------------------------- | -------------------------- |
| Pyonkichi       | Sachiko Chijimatsu                                             | Sachiko Chijimatsu         |
| Hiroshi         | Masako Nozawa                                                  | Masako Nozawa              |
| Imotaro Gorira  | Kazuya Tatekabe                                                | Kyūji Aozora               |
| Kyoko Yoshizawa | Yōko Kuri                                                      | Atsushi Tomii Kaoru Kurosu |
| Goro            | Kazue Takahasi                                                 | Junko Hori                 |
| Kuniko Obayashi | Eiko Masuyama                                                  | Eiko Masuyama              |
| Yujiro Nomura   | Tetsuo Mizutori (erste Sprecher) Isao Sakuma (zweite Sprecher) | Kōji Aozora                |
| Shinpachi Goto  | Keiko Yamamoto                                                 | Keiko Yamamoto             |

### Musik
Die Musik der ersten Serie komponierte Kenjiro Hirose. Das Vorspannlied ist Dokonjō Gaeru (ど根性ガエル) von Susumu Ishikawa und Arakawa Shōnen Shōjo Gasshō-tai. Die Abspanne sind mit folgenden Liedern unterlegt worden:
- Dokonjō de Yansu (ど根性でヤンス) von Susumu Ishikawa
- Dokonjō Gaeru Ondo (ど根性ガエル音頭) von Susumu Ishikawa, Arakawa Shōnen Shōjo Gasshō-tai und Sachiko Chijimatsu
- Dokonjō Gaeru March (ど根性ガエルマーチ) von Susumu Ishikawa

Für die zweite Serie komponierte Reijirō Koroku die Musik. Der Vorspann wurde unterlegt mit dem Lied Pyon-Kichi Rock n' Roll und der Abspanntitel ist Yume Iki Ticket, beide von den Tunnels.